# Drikkevise
Drikkeviser (skålviser) er sange der bruges i selskaber, der drikker alkohol. De synges ofte i kor. Et eksempel herpå er "Sejle op ad åen"

## Traditionelle drikkeviser
- "99 Bottles of Beer"
- "Barnacle Bill the Sailor"
- "Barrett's Privateers"
- "Bevilo tutto" (italiensk sang)
- "Brindisi" fra Verdis La Traviata
- "Beer, Beer, Beer"
- "California Drinking Song"
- "Drobna drabnitsa" (hviderusisk sang)
- "Engineers' Drinking Song"
- "Eisgekühlter Bommerlunder"
- "Fathom the Bowl"
- "Friends in Low Places"
- "Good Ship Venus"
- "Home for a Rest" af Spirit of the West
- "I Used to Work in Chicago"
- "Lanigan's Ball"
- "Libiamo ne' lieti calici" fra "La Traviata" af "Giuseppe Verdi"
- "Limericks"
- "Little Brown Jug"
- "Red Solo Cup"
- "Roll out the barrel"
- "Sejle op ad åen"
- "Seven Drunken Nights"
- "The Goddamned Dutch"
- "The S&M Man"
- "Walking Down Canal Street"
- "Whiskey in the Jar"
- "The Wild Rover"

| Musik | Spire Denne musikartikel er en spire som bør udbygges. Du er velkommen til at hjælpe Wikipedia ved at udvide den. |